# Poço de José de Moura
Poço de José de Moura is een gemeente in de Braziliaanse deelstaat Paraíba. De gemeente telt 4.118 inwoners (schatting 2009).